# Palacio de los Castejón

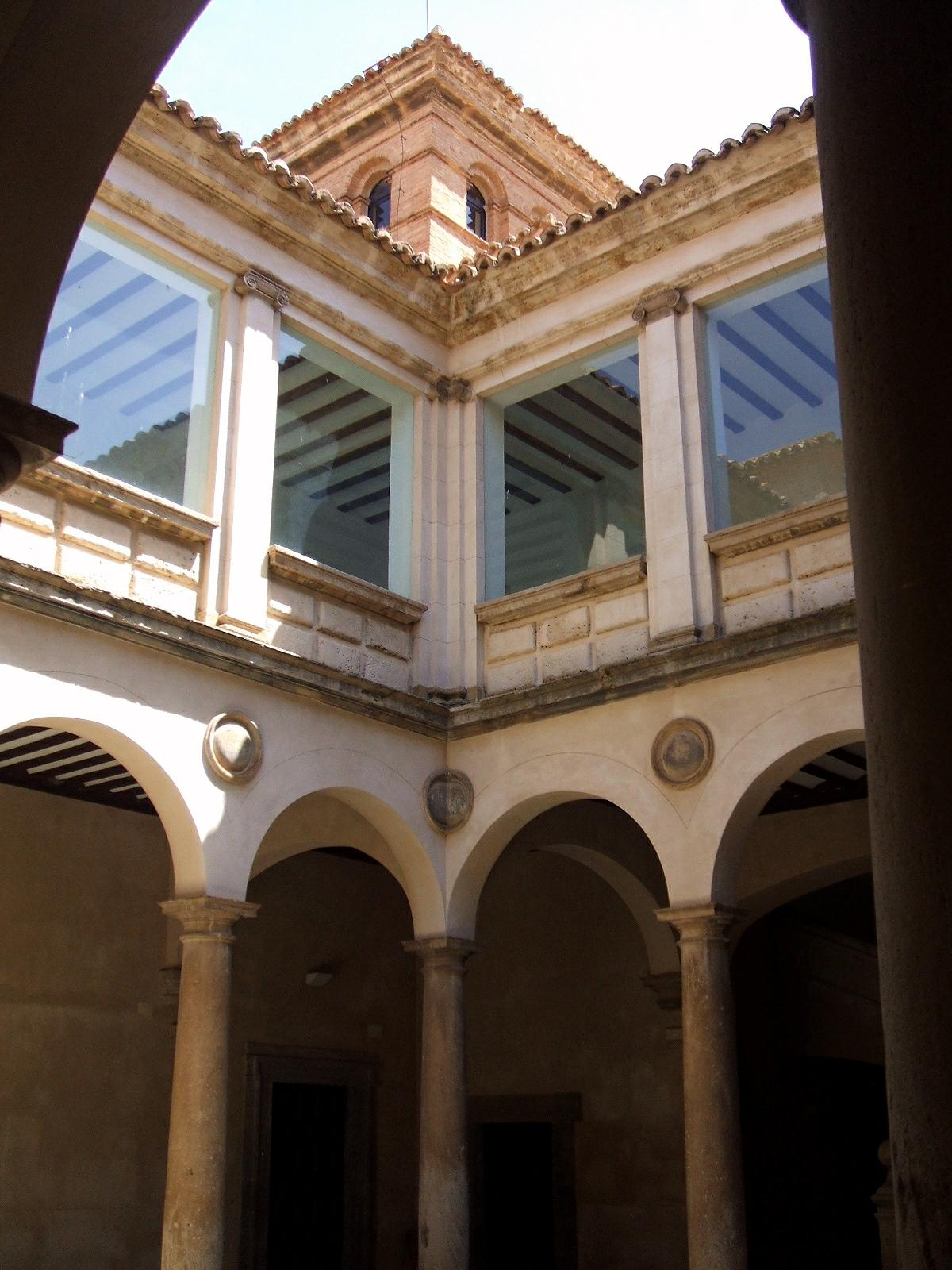
Patio interior del palacio.

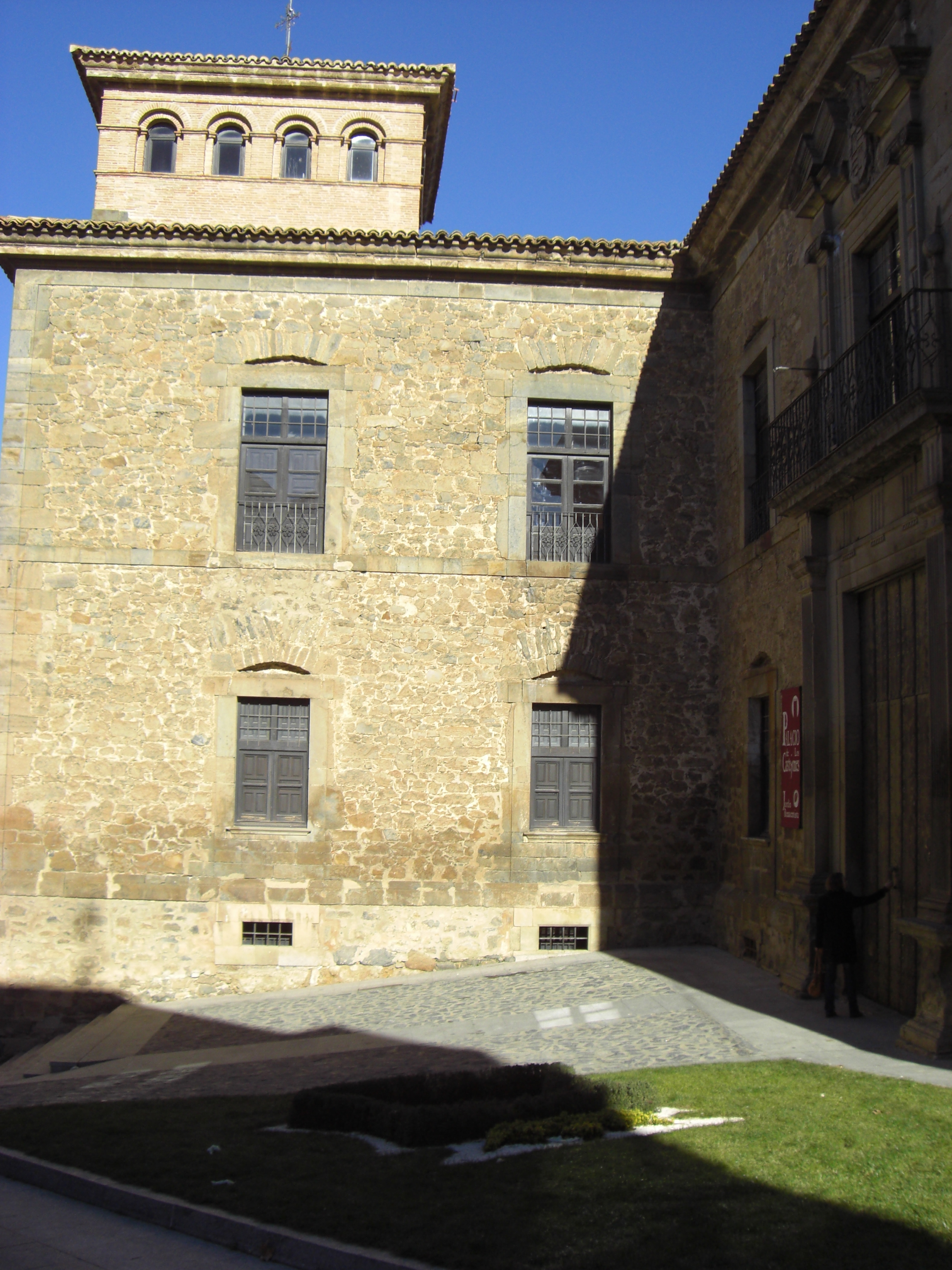
Entrada al palacio.

El Palacio de los Castejón es el edificio más importante de la arquitectura civil de la localidad de Ágreda, provincia de Soria, España. Fue construido a principios del siglo XVII. Posee una sobria portada que remata en frontón roto y escudo en el centro, un armonioso patio y una torre cuadrangular de mampostería con atalayas.
El palacio cuenta con un bello Jardín de estilo renacentista.

## Galería de imágenes

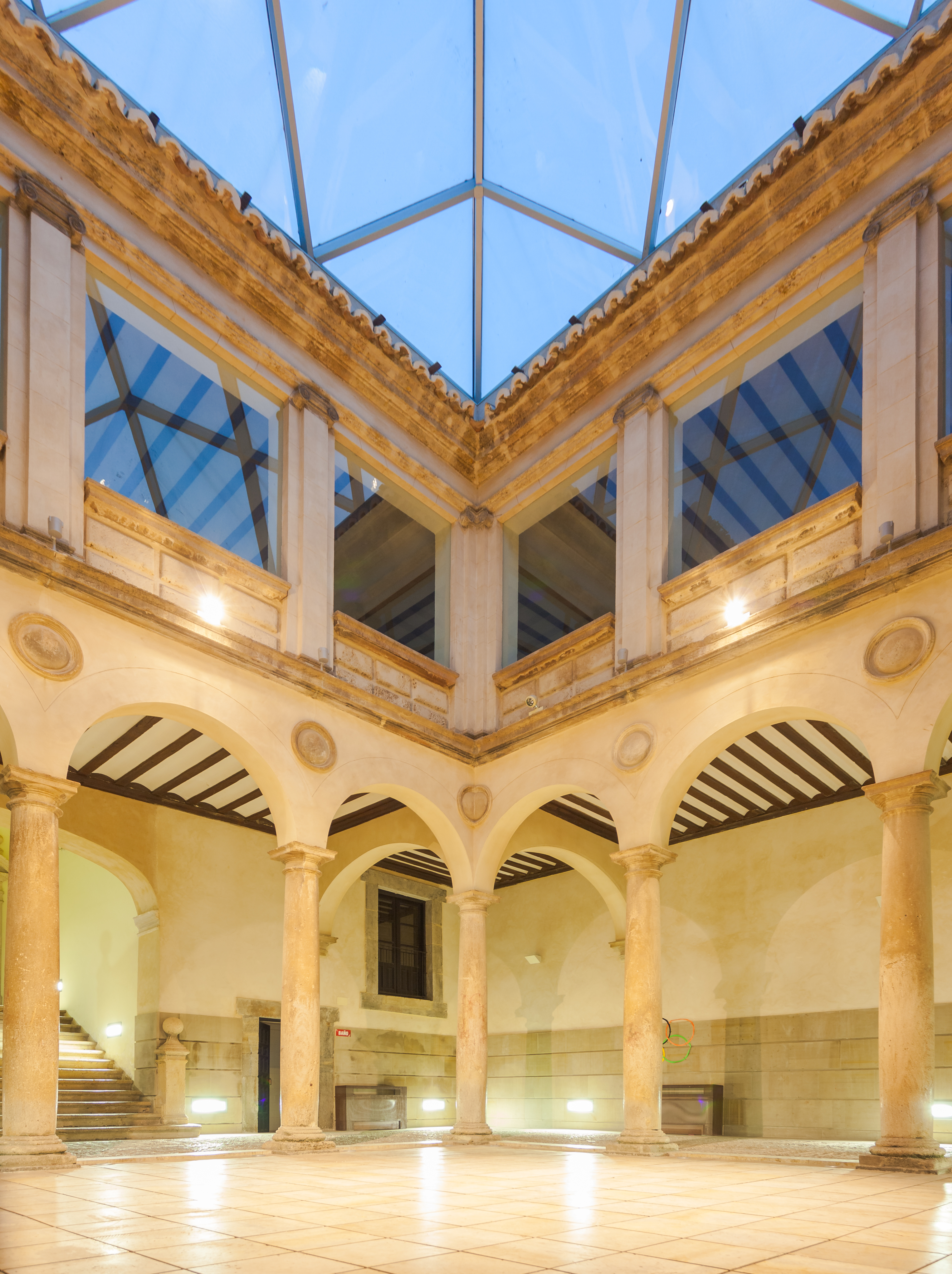
Patio interior
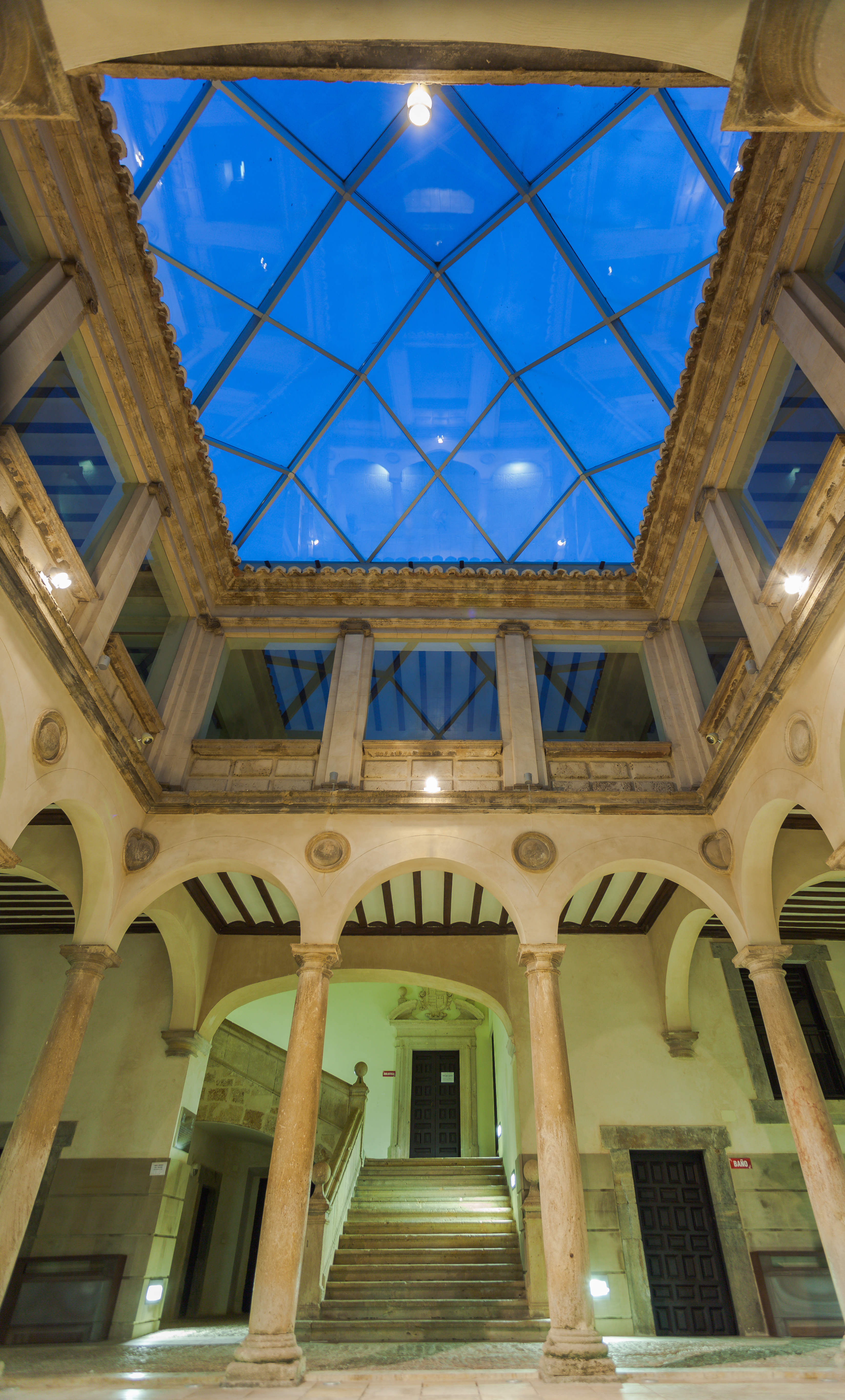
Otra vista del patio interior
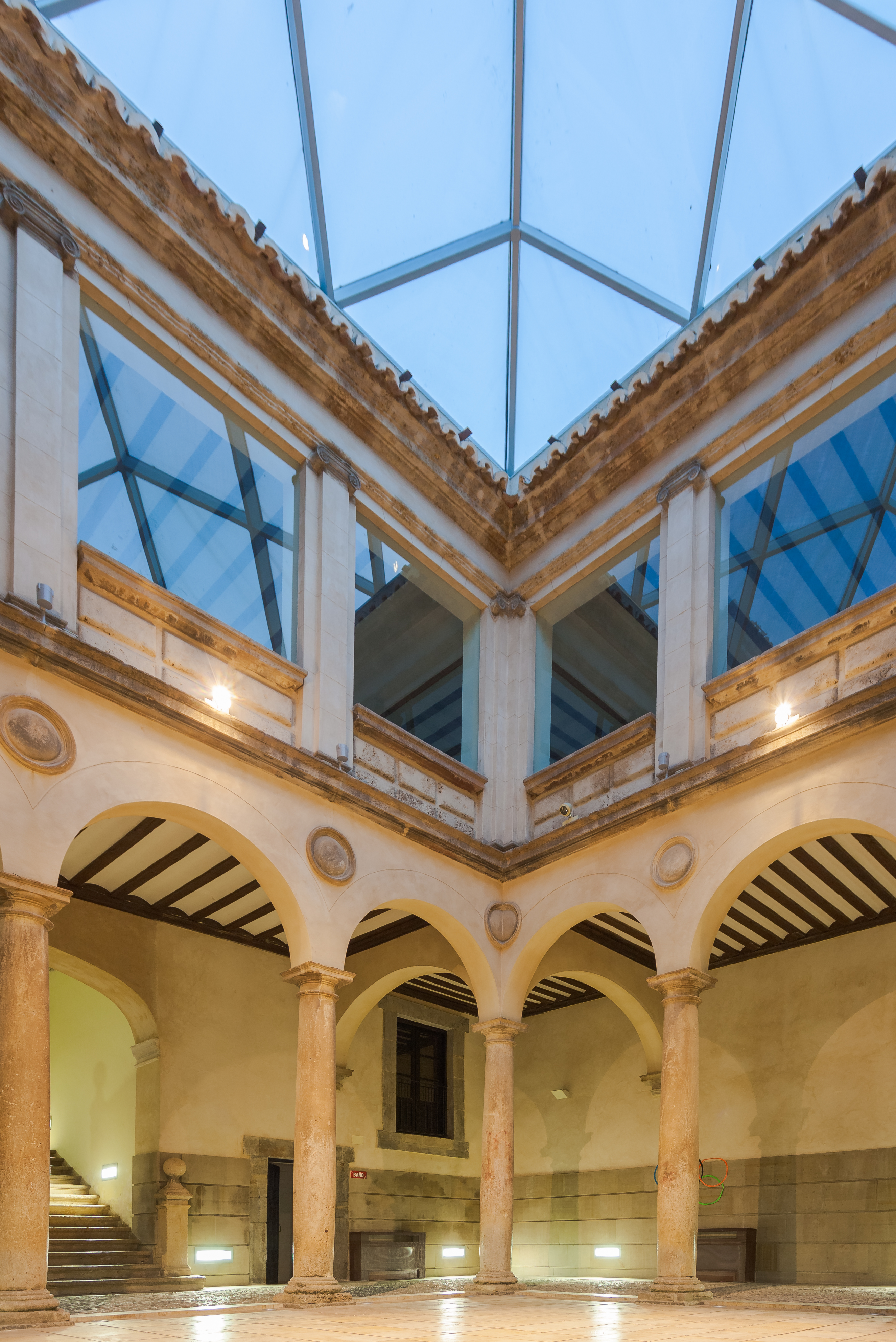
Patio interior
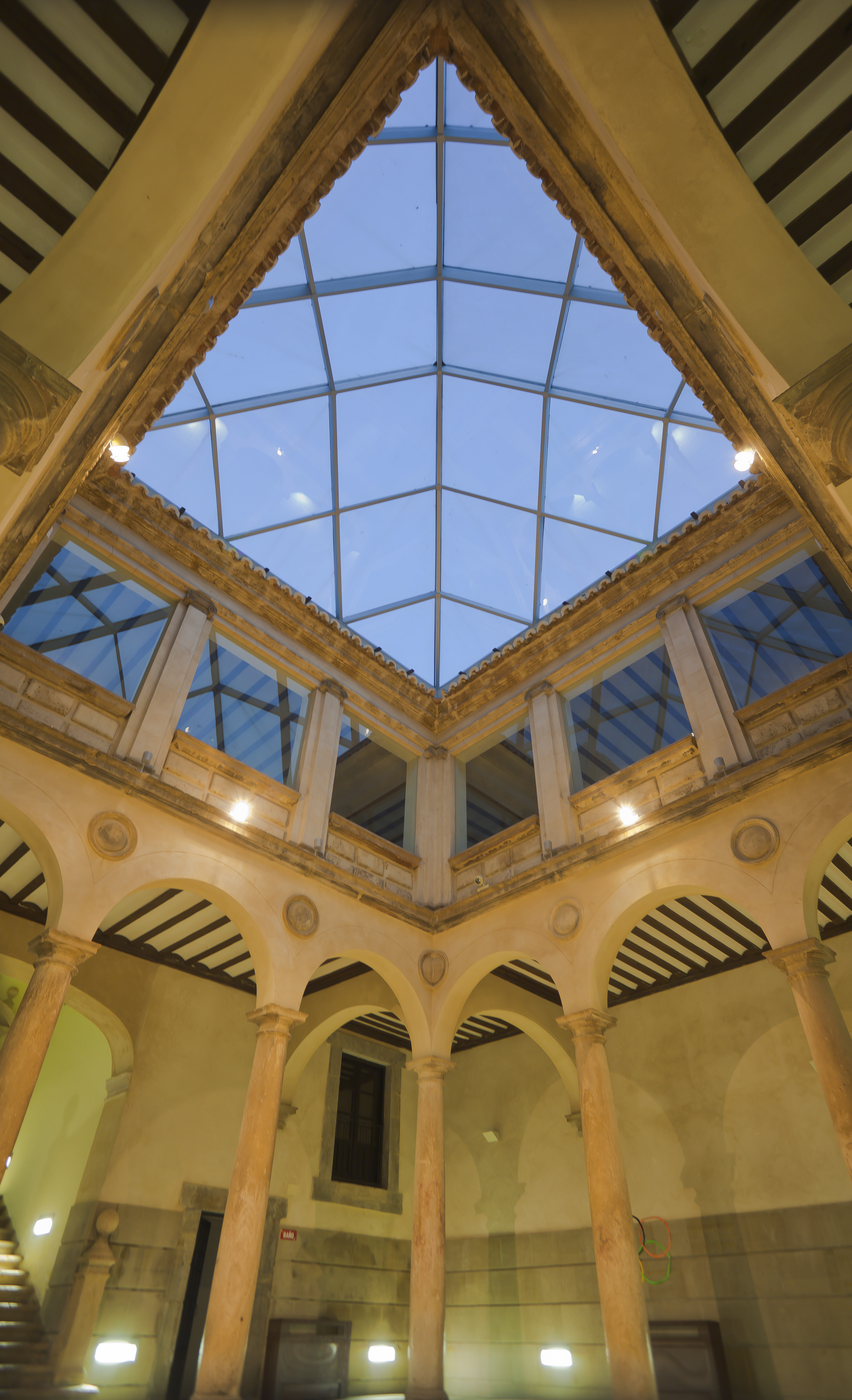
Cubierta de vidrio
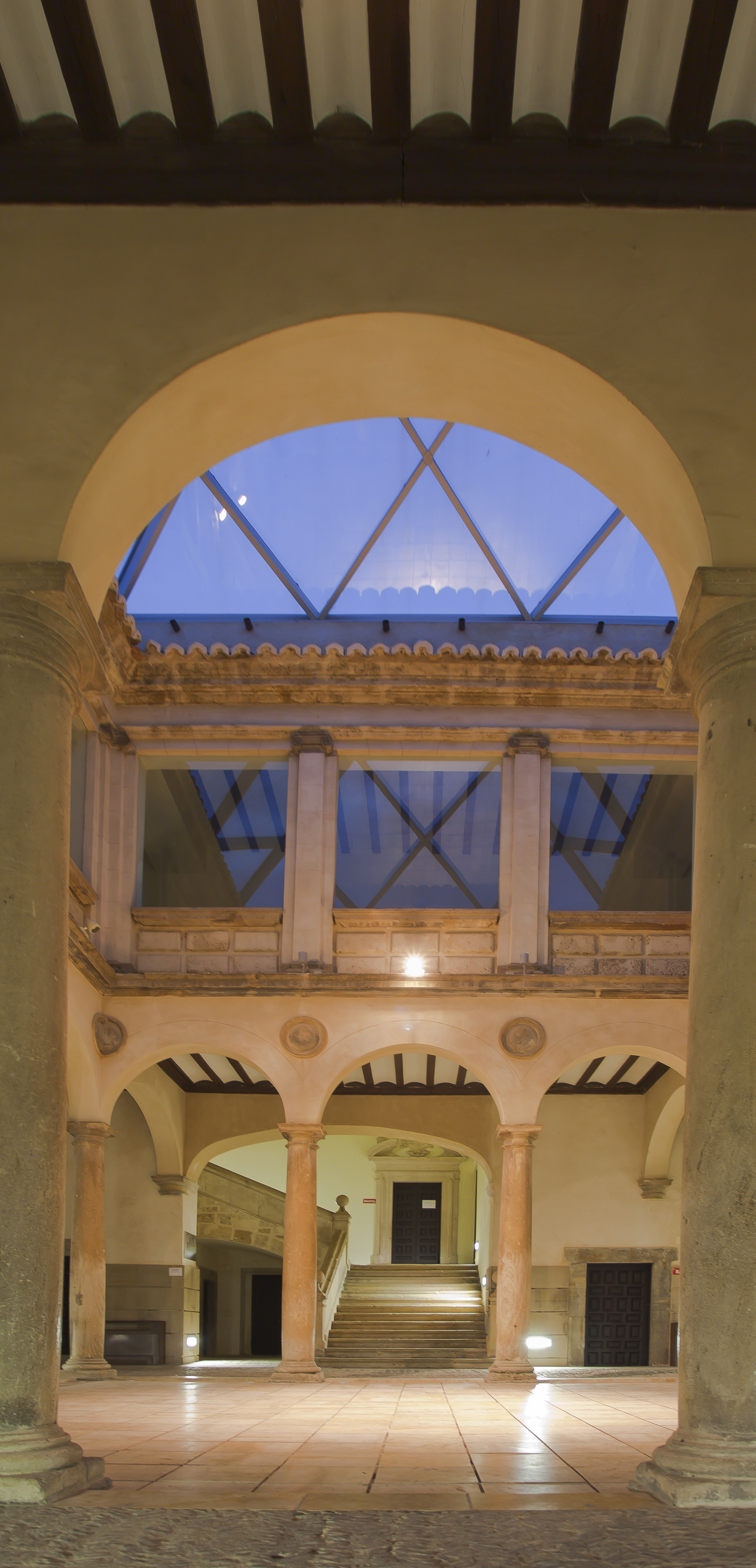
Vista frontal y escalera
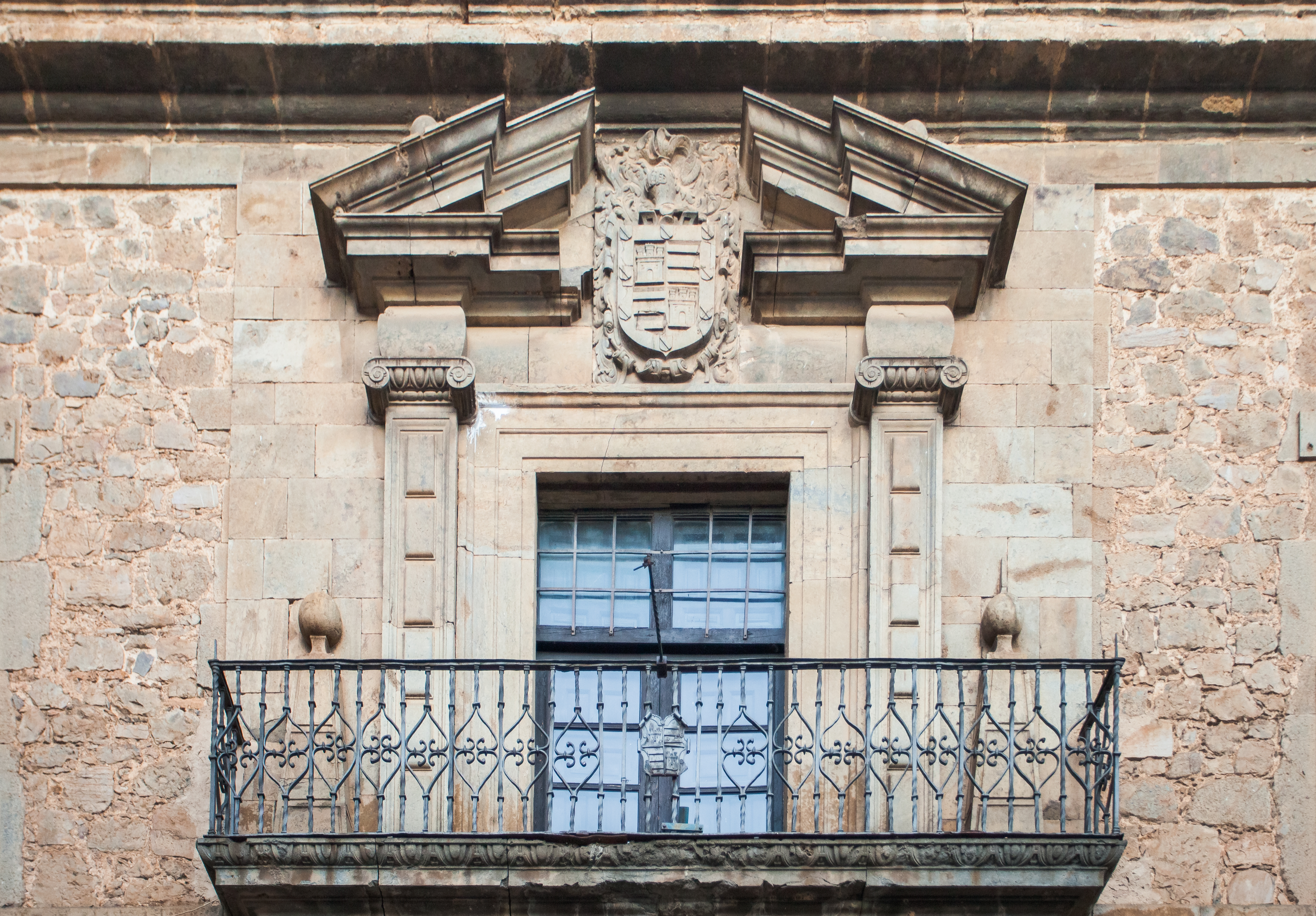
Balcón del palacio
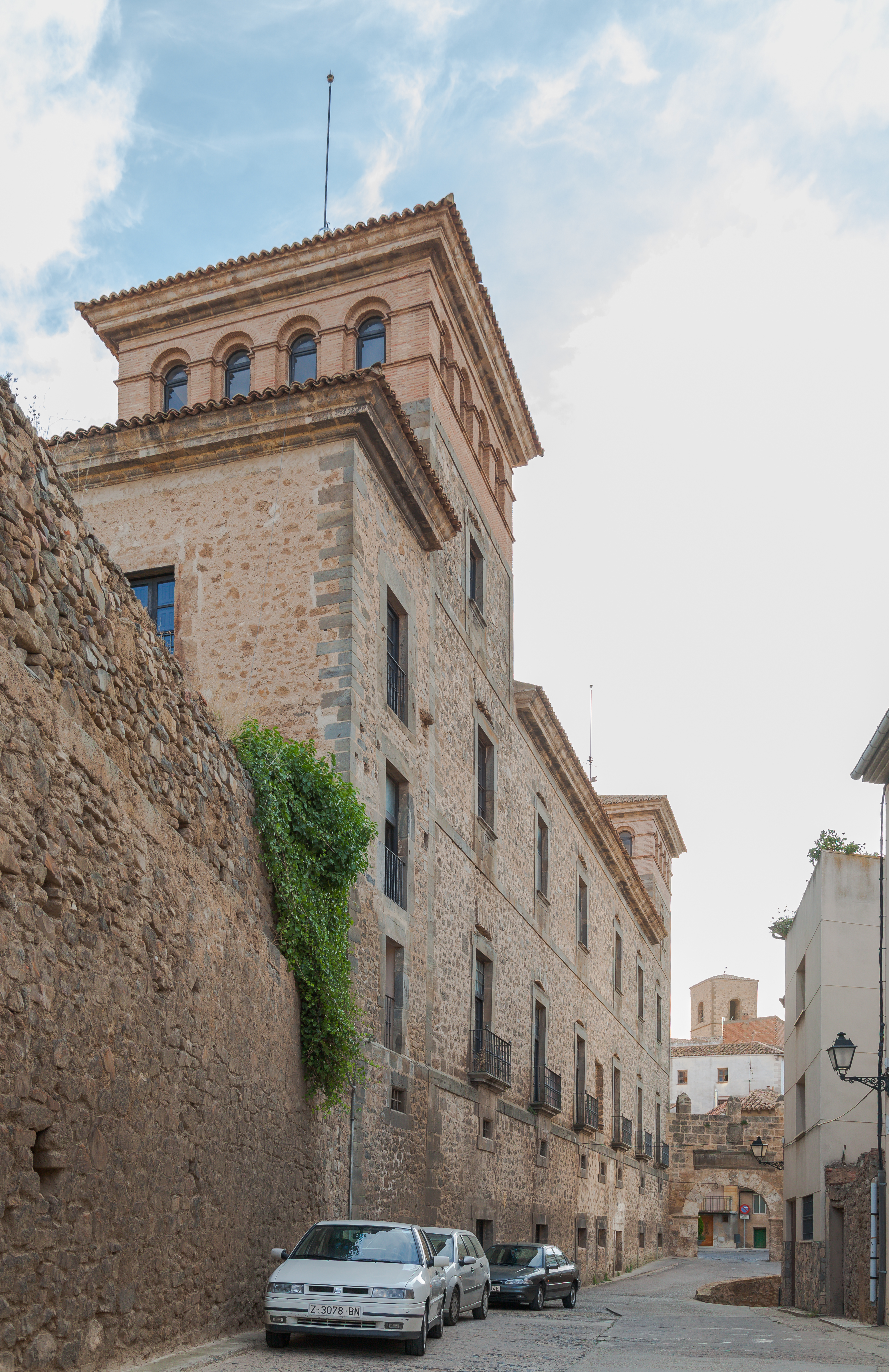
Vista lateral
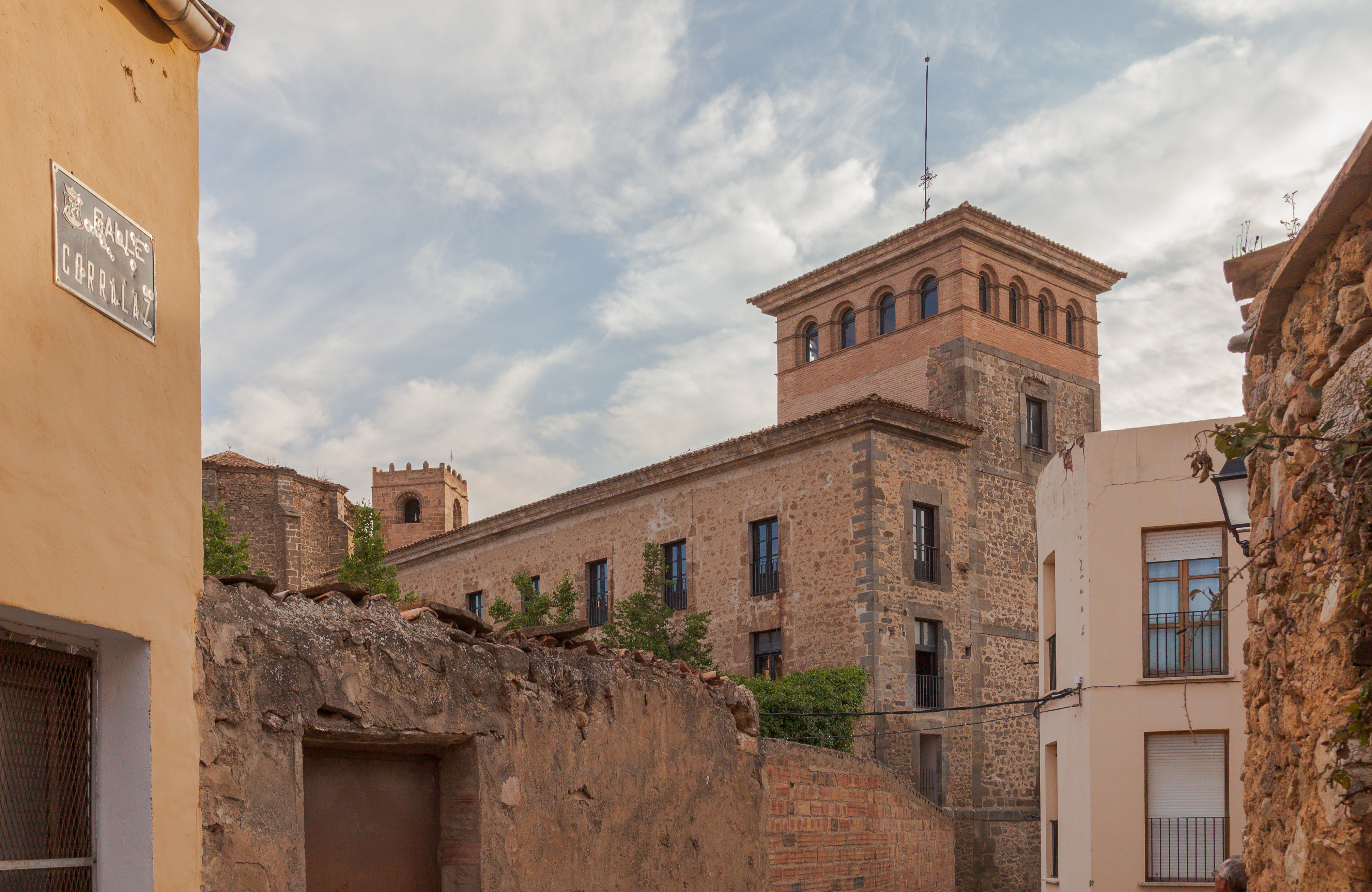
Vista desde otro ángulo
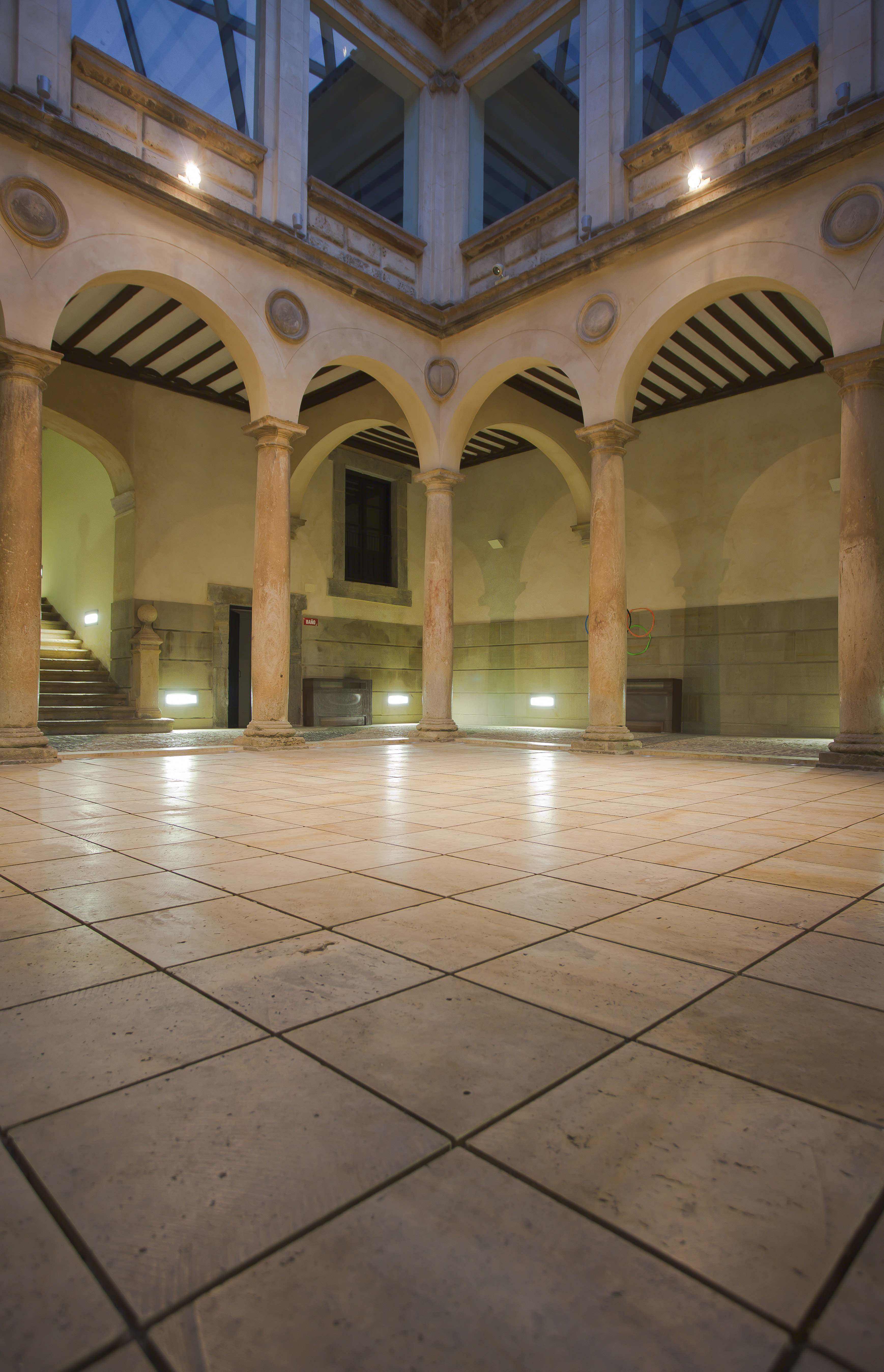